# Tulostoma brumale
La especie de hongo Tulostoma brumale es un representante del género Tulostoma de la familia Agaricaceae. Es una de las especies más extendidas del género, con una amplia distribución en Europa, desde la región mediterránea al norte hasta Fenoscandia. Ha sido citada en Norteamérica, pero no se tiene registro en México. El origen etimológico de la palabra Tulostoma viene del gr. týlos que significa joroba, callo, dureza, clavija; y de stóma que significa boca, poro, por la forma en que se efectúa la dehiscencia, mediante un poro apical con frecuencia umbonado.

## Descripción
Se caracteriza por tener un esporocarpo sub-globoso, de 0,5-1 cm de alto a 0,6-0,7 cm de ancho. Exoperidio marrón-rojizo. Hifas de endoperidio de 2-3 μm de diámetro; boca tubular, de aproximadamente 1 mm de diámetro, formando una pequeña abertura en forma de tubo. El endoperidio comienza de color anaranjado a marrón y se vuelve color blanquecino cuando madura con un anillo prominente de color marrón o marrón anaranjado alrededor de la boca saliente, en forma de tubo, con un contorno redondo, regular y uniforme. Estípite leñoso, rojizo, cilíndrico, 3-4 cm de alto. Gleba marrón-rojizo, pulverulento; Capilicio hialino, ramificado, septado, 3.5-4 μm de diámetro. Esporas globosas, finamente verrucosas, hialinas, gutuladas, apiculadas, de 3,8-5,8 x 3,5-6 µm; capilicio formado por hifas ramificadas, septadas, con los septos engrosados en forma de estribo.

## Distribución
Se ha reportado de Brasil, Australia, Nueva Zelanda, Alemania, Norteamérica, Bélgica, Rusia, Francia y España. No se tiene registro de México.

## Hábitat
Es una especie de zonas áridas, se puede encontrar solitaria en suelo arenoso.

## Estado de conservación
No está enlistada en la NOM-059 y tampoco evaluada en la UICN. Se conoce muy poco de la biología y hábitos de los hongos, por eso la mayoría de ellos no se han evaluado para conocer su estatus de riesgo (Norma Oficial Mexicana 059).